# Neill Collins
Neill William Collins (Troon, 2 settembre 1983) è un allenatore di calcio ed ex calciatore scozzese, di ruolo difensore.

## Palmarès

### Giocatore

#### Competizioni nazionali
- Football League Championship: 1

Sunderland: 2004-2005